# غوردون جي. براون
غوردون جي. براون هو سياسي أمريكي، (ولد في مانكيتو في الولايات المتحدة 1904 – 1961 م).